# 澤弗 (北卡羅萊納州)
澤弗（英語：Zephyr）是位於美國北卡羅萊納州薩里縣的非建制地區。

## 歷史
澤弗的郵局於1900年設立，其後於1909年停運。

## 地理
澤弗所處的海拔為高於海平面396米（即1299英呎），而該地所採用的時區為UTC-5，即北美东部时区（EST）。同時該地設有夏令時間，為UTC-5調快一小時，即UTC-4（EDT）。